# Ami Bera

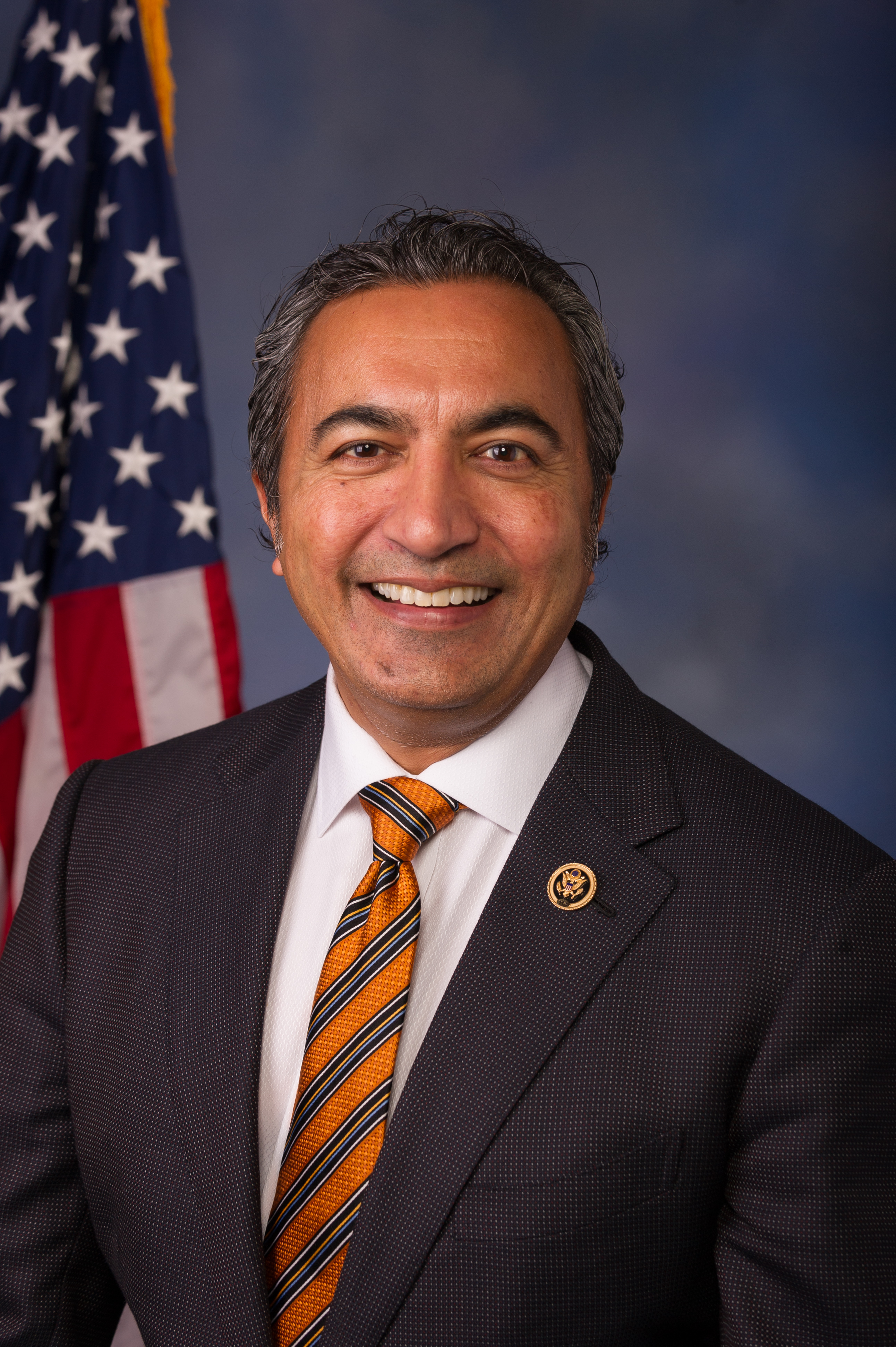
Ami Bera (2016)

Amerish Babulal „Ami“ Bera (* 2. März 1965 in Los Angeles, Kalifornien) ist ein US-amerikanischer Politiker der Demokratischen Partei. Seit 2013 vertritt er den siebten Sitz des Bundesstaats Kalifornien im US-Repräsentantenhaus.

## Privatleben
Ami Bera ist der Sohn indischer Einwanderer. Er wuchs in La Palma auf und studierte danach bis 1987 an der University of California in Irvine Biologie. Anschließend studierte er bis 1991 an derselben Universität Medizin. Danach arbeitete er als Arzt. Zwischen 2004 und 2007 war er stellvertretender Dekan der medizinischen Fakultät der University of California in Irvine. Danach war er als Chief Medical Officer Leiter der Gesundheitsabteilung  bei der Verwaltung des Sacramento County.
Ami Bera ist verheiratet und Vater einer Tochter. Die Familie lebt privat in Elk Grove.

## Politik
Politisch schloss er sich der Demokratischen Partei an. Im Jahr 2010 kandidierte er noch erfolglos um den dritten Wahlbezirk Kaliforniens gegen Daniel Edward Lungren, welche er 43,2 zu 50,1 % verlor. Bei den Kongresswahlen des Jahres 2012 wurde Bera dann aber im siebten Wahlbezirk von Kalifornien in das US-Repräsentantenhaus in Washington, D.C. gewählt, wo er am 3. Januar 2013 die Nachfolge von George Miller antrat, der in den elften Distrikt wechselte. Bera gewann die Wahl mit 51,1 Prozent der Wählerstimmen gegen den Republikaner Dan Lungren (48,9 Prozent). Nach bisher vier Wiederwahlen in den Jahren 2014 bis 2020 kann er sein Amt bis heute ausüben. Seine neue Legislaturperiode im Repräsentantenhaus des 117. Kongresses läuft bis zum 3. Januar 2023. Bei der Wahl 2022 wird er für den sechsten Sitz kandidieren. Er konnte die offene Vorwahl deutlich gewinnen, die Republikanerin Tamika Hamilton trat bei der Hauptwahl gegen ihn an. Mit 55,9 % setzte er sich im November bei der Halbzeitwahl durch. Bei der folgenden Kongresswahl 2024 trat er gegen die Republikanerin Christine Bish an und gewann mit 57,6 % die Wahl zum 119. Kongress.

## Ausschüsse
Er ist Mitglied in folgenden Ausschüssen des Repräsentantenhauses:
- Committee on Foreign Affairs
  - Africa, Global Health, and Global Human Rights
  - Asia, the Pacific, Central Asia, and Nonproliferation (Vorsitz)
- Committee on Science, Space, and Technology
  - Investigations and Oversight
  - Space and Aeronautics